# Anti-Submarine Warfare Frigate
Het Anti-Submarine Warfare Frigate (ASWF) is de projectnaam van de toekomstige scheepsklasse die de huidige multipurpose fregatten (M-fregatten) van de Karel Doormanklasse zal vervangen bij de Koninklijke Marine en de Belgische Marinecomponent.

## Ontwikkeling
In juni 2020 werd bekend dat de M-fregatten worden vervangen. De hoofdtaak van de nieuwe fregatten wordt het bestrijden van onderzeeboten op afstand. Dat gebeurt met een nieuwe torpedo, in te zetten vanaf het schip of door de NH90-boordhelikopter. Het schip krijgt een 117 koppige bemanning, maar voor speciale missies zijn er 40 extra bedden en verschillende ruimten beschikbaar. De fregatten krijgen een waterverplaatsing van 6400 ton. Damen Schelde Naval Shipbuilding gaat ze bouwen in samenwerking met Thales Group. De Nederlandse marine krijgt het eerste fregat naar verwachting in 2029 en het tweede in 2030. De twee vergelijkbare Belgische fregatten worden uiterlijk 2032 geleverd. Begin 2025 werd bekend dat België ook een derde fregat zou bestellen.